# 내 여자 친구를 소개합니다
《내 여자친구를 소개합니다》는 2004년 개봉된 대한민국의 영화이다. 곽재용 감독이 각본과 연출을 맡았고, 전지현과 장혁이 주연을 맡은 2004년 한국의 로맨틱 드라마 영화이다. 2004년 5월 28일, 장혁과 전지현이 참석한 가운데 홍콩에서 한국 영화 최초로 초연, 개최되었다. 2004년 6월 3일 CJ엔터테인먼트에서 개봉했으며, 러닝타임은 123분이다.

## 줄거리
이 영화에서 전지현은 서울 경찰청에서 근무하는 야심 찬 젊은 여경 여경진 역을 맡았다. 어느 날, 여경진은 지갑 절도범을 쫓던 중, 실제로는 절도범을 잡으려고 했던 여자 고등학교 물리 교사 고명우(장혁 분)를 우연히 붙잡는다. 이후 명우는 도난당한 지갑을 발견하지만, 그가 지갑을 주우려는 순간 경진이 그를 발견하고 다시 체포하려 한다. 이후 경진은 명우를 위험한 구역으로 호송하는 임무를 맡게 되지만, 러시아 마피아와 한국 갱단의 회동을 말리려다 오히려 방해를 받는다. 명우가 수갑을 찬 경진은 거의 혼자서 두 라이벌 갱단을 무너뜨린다(다만, 실수로 두 갱단이 서로 총격전을 벌이게 되면서 경진의 도움을 받기도 한다).
명우의 시점에서 전개되는 영화의 전반부는 두 사람의 점점 커지는 매력과 서로에 대한 사랑을 상세히 묘사하며, 절정은 시골로 떠난 여행에서 명우가 경진에게 죽는다면 바람으로 지상으로 돌아오고 싶다고 말하는 장면으로 마무리된다. 얼마 지나지 않아 그는 예상치 못한 교통사고로 거의 죽을 뻔하지만, 경진이 그의 목숨을 구한다.
영화 후반부에서는 명우가 다른 경찰관에게 실수로 총에 맞아 사망하고(경진은 자신의 총에 맞았다고 생각하지만), 경진이 범인을 쫓는 장면으로 판타지 장르로 전환된다. 경진은 범인의 죽음으로 자살 충동에 시달리며 여러 차례 자살을 시도하다가 건물에서 뛰어내려 거의 성공할 뻔하지만, 거대한 풍선이 그녀 아래에 떠서 구해준다. 얼마 지나지 않아 그녀는 바람으로 나타나 그녀에게 메시지를 보내는 명우의 방문을 경험하게 되고, 어느 순간 범인에게 총에 맞아 죽을 뻔한 그녀에게 삶의 의지를 주기 위해 꿈에도 나타나기도 한다.
결국 이 영화는 미국 영화 '고스트'에서 제시된 것과 비슷한 길을 따라가는데, 명우와 경진은 그가 저승으로 가기 전 마지막 사랑의 몸짓을 나누며 소통한다. 명우는 자신이 속삭일 것이라고 말했고, 그녀가 바람 속에서 그의 속삭임을 들으면 자신과 같은 영혼을 가진 사람을 만날 것이라고 말했다. 명우는 미친 범인을 쫓던 경진을 만나러 달려가기 전, 식당에서 명우가 남긴 사진이 담긴 책 속에 자신이 항상 그녀 곁에 있을 것이라고 경진에게 말했다.
영화 전반부에서 명우는 고등학교 시절의 유일한 기억은 고등학교 수학여행이었다고 말한다. 책과 사진은 경찰서에서 발견되어 경진에게 돌려준다. 사진은 명우의 수학여행 때 경진이 근처에 있었음을 보여준다. 명우의 "난 항상 네 옆에 있어"라는 말이 경진에게 진심이었다는 것을 증명했다. 경진은 책을 발견한 사람을 찾으러 달려갔고, 결국 기차역에 도착했다. 그곳에서 차태현이 연기한 그 남자(크레딧에 그 남자로 나와 있음)에게 구출된다. 명우는 그 남자가 자신과 같은 영혼을 가진 사람이라고 속삭였다. 경진은 "그는 항상 네 옆에 있어"라고 속삭이다.

## 캐스팅
- 장혁 : 고명우 역
- 전지현 : 여경진 역
- 김정태 : 김영호 역
- 정호빈 : 신창수 역
- 오정세 : 조 경장 / 왕자 1 역
- 김영주 : 날치기 / 왕자 2 역
- 김광규 : 언더 커버 / 왕자 3 역
- 김창완 : 파출소 소장 역
- 전성애 : 파출소 부소장 역
- 정대훈 : 가출 소년 1 역
- 전재형 : 가출 소년 2 역
- 서동원 : 문호 역
- 박팔영 : 강력계 반장 역
- 박윤희 : 폐공장 인질범 역
- 박진수 : 상문 역
- 이정훈 : 위세척 의사 역
- 차진욱 : 민 형사 역
- 김용운 : 한국 조직원 역
- 정아름 : 가라오케 종업원 역
- 송현진 : 인질범 2 역
- 임예진 : 민원실 여경 역 (특별 출연)
- 김수로 : 인질범 1 / 청혼자 역 (특별 출연)
- 차태현 : 엔딩 남 역 (특별 출연)
- 이기우 : 왕자 4 역 (특별 출연)
- 우기홍 : 한국조폭 두목 역 (특별 출연)
- 유미 : 거리축제 가수 역 (특별 출연)